# 그리스 신화의 현대적 이해
일부 학자들에 따르면 그리스 신화의 현대적 이해의 시작은 18세기 말에 "수세기 동안 지배적이었던 경멸이 섞인 전통적인 기독교적 적대감"에 대한 이중적 반발로 여겨진다. 당시까지 신화를 "거짓말" 또는 우화로 보는 기독교적 재해석이 유지되어 왔다. 독일에서는 1795년경에 호메로스와 그리스 신화에 대한 관심이 높아지기 시작했다. 괴팅겐에서 요한 마티아스 게스너는 그리스 연구를 부활시키고 새로운 인본주의 정신을 일깨웠다. 그의 후계자인 크리스티안 고틀로프 하이네는 요한 요아힘 빙켈만과 함께 작업하며 독일과 다른 지역에서 신화 연구의 기초를 다졌다. 하이네는 문헌학자로서 신화에 접근했으며, 거의 반세기 동안 교양 있는 독일인들의 고대관을 형성했다. 이 기간 동안 고대 그리스는 독일의 지적 삶에 강력한 영향을 미쳤다.

## 비교학적 접근

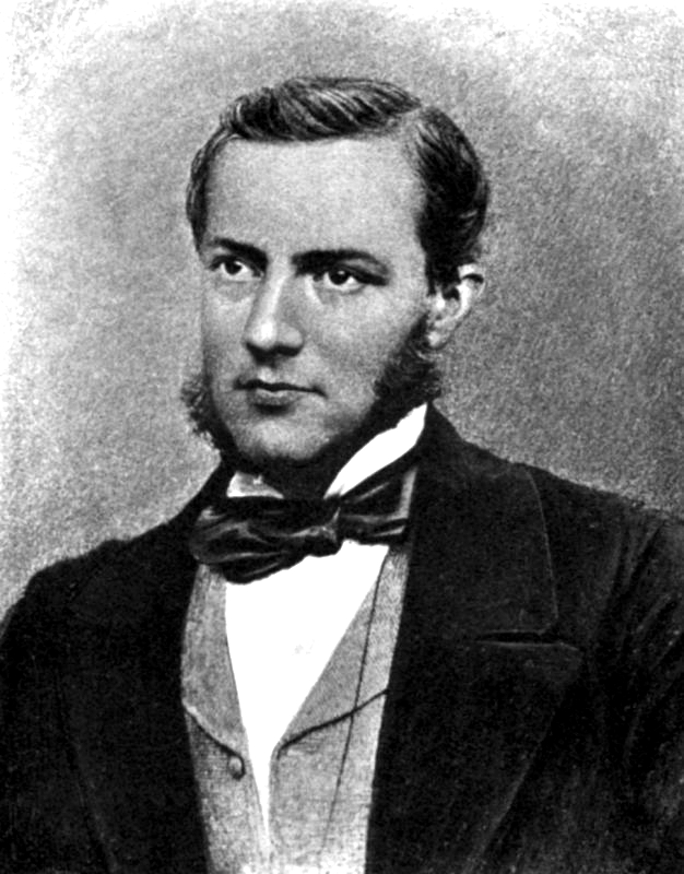
막스 뮐러는 비교 신화학의 창시자 중 한 명으로 여겨진다. 그는 《비교신화학》(1867)에서 "미개" 민족들의 신화와 초기 유럽 민족들의 신화 사이에 나타나는 "당혹스러운" 유사성을 분석했다.

19세기의 비교언어학 발전과 20세기의 민족학적 발견으로 신화학이 확립되었다. 낭만주의 이후로 모든 신화 연구는 비교적 관점에서 이루어졌다. 빌헬름 만하르트, 제임스 프레이저 경, 스티스 톰슨은 비교적 접근법을 사용하여 민간전승과 신화의 주제들을 수집하고 분류했다. 1871년에 에드워드 버넷 타일러는 《원시 문화》(Primitive Culture)를 출간했는데, 여기서 그는 비교법을 적용하여 종교의 기원과 진화를 설명하고자 했다. 멀리 떨어진 문화들의 물질 문화, 의례, 신화를 함께 다루는 타일러의 방법론은 카를 융과 조지프 캠벨 모두에게 영향을 미쳤다. 그러나 로버트 시걸에 따르면, 캠벨의 "신화에 대한 낭만주의적 관점은 빅토리아 시대의 인류학자 에드워드 타일러와 제임스 프레이저로 대표되는 합리주의적 관점과는 정반대"이다. J.F. 델 조르지오는 《가장 오래된 유럽인들》(The Oldest Europeans)에서 현재의 그리스 신화가 구석기 시대 유럽 인구와 새로 들어온 인도유럽 부족들 사이의 충돌로 인해 생성되었다고 주장하며 비교적 접근법에 새로운 전환을 추가했다.
막스 뮐러는 새로운 비교신화학을 신화 연구에 적용했는데, 그는 이를 통해 아리아인의 자연숭배가 왜곡되어 남은 흔적을 발견했다. 브로니스와프 말리노프스키는 신화가 공통된 사회적 기능을 수행하는 방식을 강조했다. 클로드 레비스트로스와 다른 구조주의자들은 전 세계 신화에 나타나는 형식적 관계와 패턴을 비교했다. 에반스 자신도 미노스 문명을 연구하면서 비교를 위해 이집트와 근동의 증거를 정기적으로 참고했으며, 히타이트와 우가리트 문명의 발견으로 의례와 신화에 대한 비교 자료를 제공하는 문헌과 기념물이 드러났다.

## 정신분석학적 해석
지그문트 프로이트는 상징적 의사소통이 문화사에만 의존하는 것이 아니라 프시케의 작용에도 의존한다는 생각을 제시했다. 이로써 프로이트는 인간에 대한 초역사적이고 생물학적인 개념과 억압된 관념의 표현으로서의 신화관을 도입했다. 꿈 해석은 프로이트식 신화 해석의 기초이며, 프로이트의 꿈 작업 개념은 꿈에서 어떤 개별 요소를 해석할 때 맥락적 관계의 중요성을 인정한다. 이러한 제안은 프로이트의 사상에서 신화에 대한 구조주의적 접근과 정신분석학적 접근 사이의 중요한 접점을 발견하게 했다.
카를 융은 "집단 무의식"과 그로부터 생겨나는 원형(유전된 "고대의" 패턴)이라는 이론으로 초역사적이고 심리학적인 접근을 확장했는데, 이것은 흔히 신화 속에 암호화되어 있다. 융에 따르면 "신화를 형성하는 구조적 요소들이 무의식적 프시케(정신) 속에 존재해야 한다". 융의 방법론을 캠벨의 이론과 비교하면서 시걸은 "캠벨이 신화를 해석하는 방식은 단순히 그 안에 있는 원형들을 찾아내는 것이다. 예를 들어 《오디세이아》의 해석은 오디세우스의 삶이 어떻게 영웅적 패턴에 부합하는지를 보여줄 것이다. 이와 대조적으로 융은 원형을 찾아내는 것을 신화 해석의 첫 단계에 불과한 것으로 본다"라고 결론짓는다. 융에게 신화는 신들이나 물리적 세계에 관한 것이 아니라 인간의 마음에 관한 것이며 상징적으로 읽어야 한다. 현대 그리스 신화 연구의 창시자 중 한 명인 케레니 카로이는 그리스 신화에 융의 원형 이론을 적용하기 위해 신화에 대한 자신의 초기 견해를 포기했다.

## 기원론
그리스 신화의 기원은 여전히 미해결 과제로 남아있다. 고대에는 헤로도토스와 같은 역사가들이 그리스의 신들이 이집트인들로부터 직접 도용되었다고 주장했다. 후에 기독교 저술가들은 성서 종교의 타락을 통해 그리스 이교도 신앙을 설명하려 했다. 성서적 이론에 따르면, 모든 신화적 전설(그리스 신화 포함)은 경전의 이야기에서 유래했으나 실제 사실이 위장되고 변형되었다고 한다. 따라서 데우칼리온은 노아의 다른 이름이며, 헤라클레스는 삼손, 아리온은 요나의 다른 이름이라는 것이다. 역사적 이론에 따르면 신화에 등장하는 모든 인물은 한때 실존했던 인간이었으며, 그들에 관한 전설은 단지 후대의 부가물이라고 한다. 이에 따르면 아이올로스의 이야기는 그가 티레니아해의 몇몇 섬들을 다스렸다는 사실에서 비롯되었다고 추정된다. 우의적 이론은 모든 고대 신화가 우의적이고 상징적이었다고 가정한다. 자연적 이론에 따르면 공기, 불, 물과 같은 원소들이 본래 종교적 숭배의 대상이었으며, 주요 신들은 자연의 힘을 의인화한 것이었다.

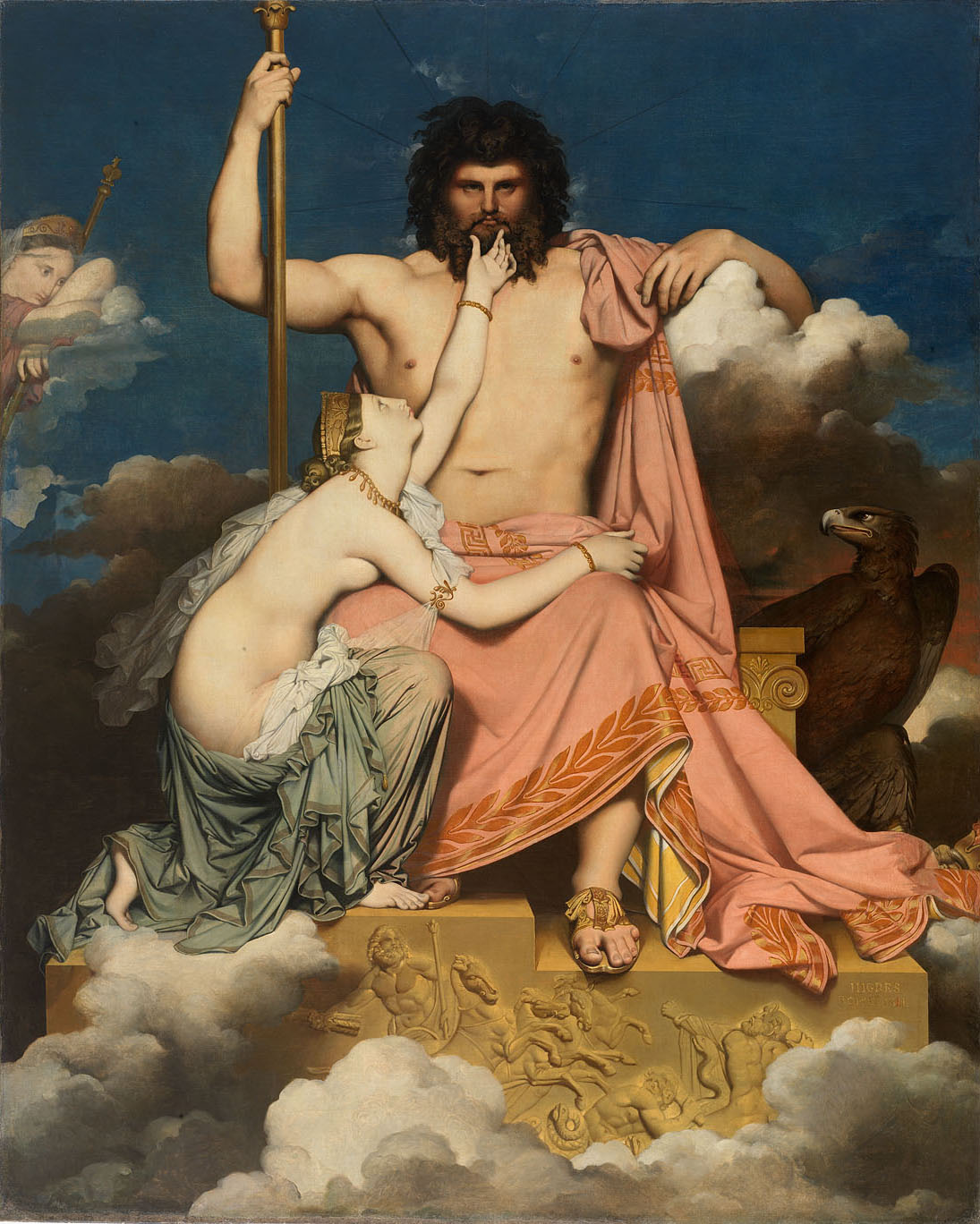
《주피터와 테티스》, 장 오귀스트 도미니크 앵그르, 1811년

고고학과 언어학이 그리스 신화의 기원 연구에 적용되어 흥미로운 결과를 도출했다. 역사언어학은 그리스 만신전의 특정 측면들이 인도유럽 사회로부터 물려받은 것임을 보여준다(또는 두 문화 모두 더 이른 시기의 다른 원천으로부터 차용했을 수 있다). 그리스어의 어원도 마찬가지다. 저명한 산스크리트어 학자 막스 뮐러는 인도유럽의 종교 형태를 아리아족의 베다적 "원형" 발현으로 거슬러 올라가 이해하고자 했다. 1891년 그는 "19세기 동안 인류의 고대 역사와 관련하여 이루어진 가장 중요한 발견은 [...] 산스크리트어의 디아우스-피타르 = 그리스어의 제우스 = 라틴어의 유피테르 = 고대 노르드어의 튀르라는 이 단순한 등식이었다"고 주장했다. 언어학자 조르주 뒤메질은 그리스의 우라노스와 산스크리트어의 바루나를 비교했지만, 이들이 본래 연관되어 있다고 믿었다는 암시는 없다. 다른 경우에는 성격과 기능의 밀접한 유사성이 공통된 유산을 시사하지만, 그리스의 모이라이와 노르드 신화의 노른 자매들의 경우처럼 언어학적 증거가 부족하여 이를 입증하기 어렵다.
한편 고고학과 신화기술학은 그리스인들이 소아시아와 근동의 문명들로부터 영감을 받았음을 밝혀냈다. 아도니스는 신화보다는 제의에서 더 분명하게 근동의 죽어가는 신의 그리스판 대응물로 보인다. 그의 이름은 셈족의 호칭 "아돈"(주님)과 관련이 있으며, 다른 문화에서는 두무지, 탐무즈, 아티스로 나타난다. 키벨레는 아나톨리아 문화에 뿌리를 두고 있으며, 아프로디테의 도상학의 상당 부분은 셈족 여신인 이난나, 이슈타르, 아스타르테에서 유래했다. 기원전 2천년기 근동에서 유행했던 신통기적 신화들, 예컨대 아누, 쿠마르비, 테슙의 신화는 세대 간 갈등에 관한 중요한 이야기들을 담고 있다. 마이어 라인홀드는 "신의 계승이 폭력을 통해 이루어지고 권력을 놓고 세대 간 갈등이 벌어지는 이러한 근동의 신통기적 개념들이 어떤 경로로든 – 정확한 경로는 알 수 없지만 – 그리스 신화에 들어왔다. 우리의 주요 자료는 헤시오도스의 위대한 신통기 서사시"라고 주장한다. 최초의 신 세대들(카오스와 그 자녀들)과 에누마 엘리시의 티아마트 사이의 유사점도 가능하다.

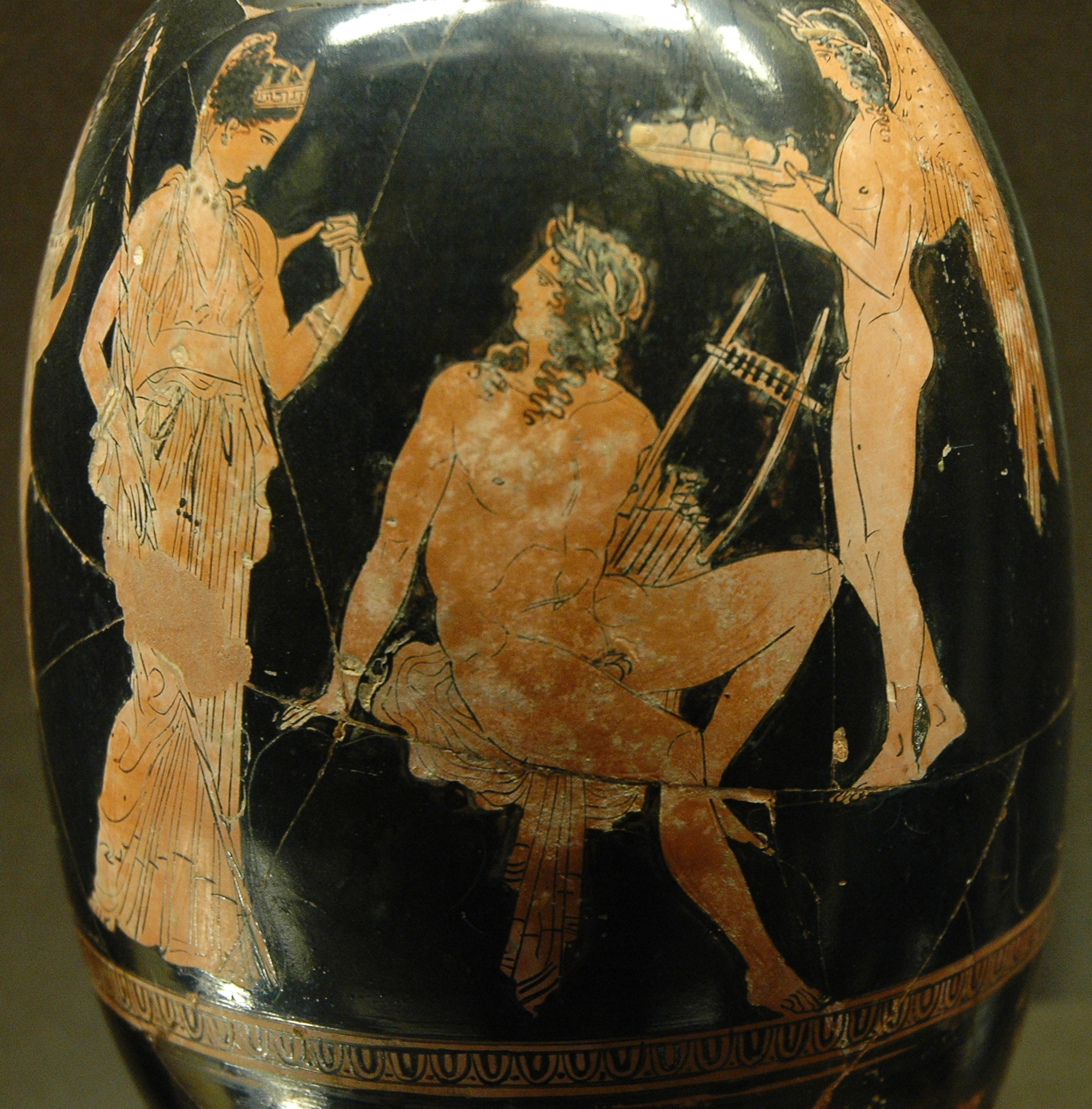
《아프로디테와 아도니스》, 아이손이 그린 아티카 적회식 아리발로스형 레키토스(기원전 410년경, 파리 루브르 박물관)

인도유럽과 근동의 기원 외에도, 일부 학자들은 그리스 신화가 미노스인들이나 이른바 펠라스기인들과 같이 아직 잘 이해되지 않은 그리스의 헬레네 이전 사회들에 빚지고 있을 가능성을 추측했다. 이는 특히 지하신들과 대지모신들의 경우에 해당한다. 종교사학자들은 크레타와 연관된 것으로 보이는 여러 고대의 신화적 구성에 매료되었다. 황소로서의 신 – 제우스와 에우로페, 황소에게 몸을 허락하여 미노타우로스를 낳은 파시파에, 신성혼(데메테르와 이아시온의 결합)을 동반한 농경 신비의례 등이 그것이다. 크레타, 미케네, 필로스, 테베, 오르코메노스는 후대 그리스 신화에서 매우 큰 비중을 차지한다. 일부 학자들에게 헤시오도스의 《신통기》에 나오는 세 주요 신 세대(우라노스, 가이아 등, 티탄들, 그리고 올림포스 신들)는 사회 집단 간의 투쟁을 멀리서 메아리치는 것으로, 그리스 문명의 세 주요 고등문화인 미노스, 미케네, 헬레네 문화를 반영하는 것으로 보인다. 고전 고고학 교수 마르틴 P. 닐손은 인도유럽어족의 구조, 기원, 관계를 연구했으며, 모든 위대한 고전 그리스 신화가 미케네 중심지들과 연결되어 있고 선사시대에 정착되었다고 결론지었다. 그러나 발터 부르케르트에 따르면, 크레타 궁전 시기의 도상학은 이러한 이론들을 거의 전혀 확인해주지 않는다. 황소를 가리키는 것은 없고 성적 상징도 없으며, 크노소스에서 발견된 양 아래의 소년을 보여주는 단 하나의 인장 흔적만이 제우스의 어린 시절 신화의 빈약한 증거로 여겨진다.